# Qualitat proteica

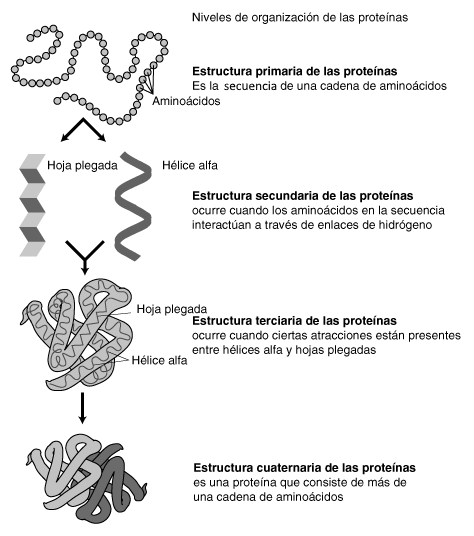
Estructura de la proteïna: Formació de l'estructura primara a partir de la seqüència d'aminoàcids essencials i no essencials

La qualitat proteica és la capacitat d'una proteïna dietètica per satisfer les necessitats d'un metabolisme regular. Les proteïnes de la dieta difereixen en la seva capacitat de satisfer el metabolisme amb els 9 aminoàcids essencials i nitrogen (N). Per això és possible classificar-les segons la seva qualitat, aquesta s'estima a partir de diverses mesures experimentals i paràmetres els quals han de tenir en compte una sèrie de variables perquè els seus resultats s'ajustin a la realitat.
S'utilitza el terme qualitat proteica per jutjar la utilitat de les proteïnes dels aliments per mantenir i reparar teixits i per dur a terme processos de creixement i formació d'estructures corporals. Es determina la seva qualitat segons el grau d'eficàcia amb què la proteïna proporciona la quantitat i tipus idoni d'aminoàcids essencials per produir noves proteïnes i substituir les deteriorades de l'organisme.

## Aminoàcids essencials
Les proteïnes de l'organisme es deterioren i, per tant, és necessari substituir-les, la nova formació d'una proteïna requereix aminoàcids (AA) que conformen la determinada proteïna. Durant la síntesi proteica han d'estar presents en les cèl·lules tots els aminoàcids essencials, si existeix una deficiència d'un aminoàcid necessari per a la producció de la proteïna la síntesi es pot endarrerir o interrompre. Detenir la síntesi de proteïnes conduirà a patir alguna malaltia o trastorn com la malaltia de Huntington o Kwashiorkor, en casos extrems pot comportar la mort.

Síntesi de proteïnes

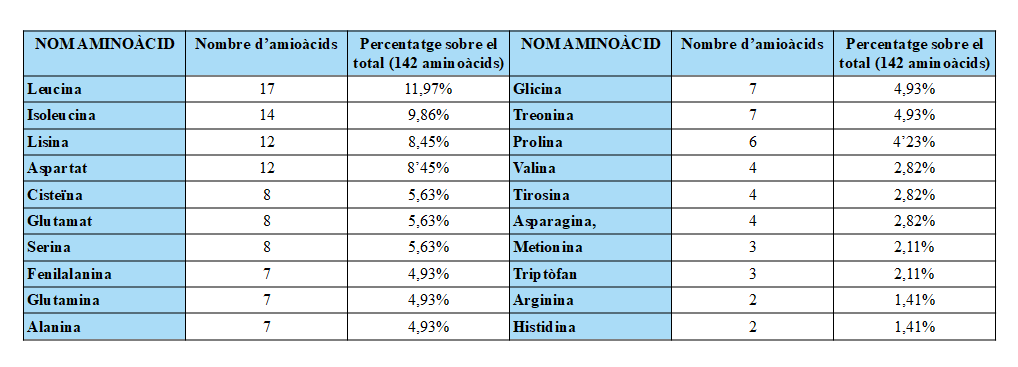
Taula 2: Disponibilitat dels aminoàcids en comparació amb el total

La Taula 1 mostra els patrons per tres grups d'edat diferents d'aminoàcids essencials necessaris, a mesura que l'edat avança els requeriments són menors.
| Grups d'edat | Grups d'edat | Grups d'edat | Grups d'edat |
|              | 0-5          | 1-2          | >18          |
| His          | 20           | 18           | 15           |
| Ile          | 32           | 31           | 30           |
| ------------ | ------------ | ------------ | ------------ |
| Leu          | 66           | 63           | 59           |
| Lys          | 57           | 52           | 45           |
| SAA          | 28           | 26           | 22           |
| AAA          | 52           | 46           | 38           |
| Thr          | 31           | 27           | 23           |
| Trp          | 8,5          | 7,4          | 6            |
| Val          | 43           | 42           | 39           |

## Digestibilitat de les proteïnes
Diversos factors determinen la qualitat proteica d'un aliment, fonamentalment és la seva aportació nutricional i el perfil aminoacètic així com la seva digestibilitat.
Els aminoàcids no sempre estan disponibles en els aliments. La degradació de les proteïnes, així com la seva absorció pot ser incompleta. El percentatge mitjà de digestió i absorció en proteïnes d'origen animal és al voltant d'un 90%, en canvi el de les proteïnes d'origen vegetal només un 60 a un 70% aproximadament.
Hi ha diverses raons que limiten la digestibilitat de certes proteïnes:
Conformació de la proteïna: les proteases ataquen les proteïnes fibroses insolubles més lentament que a les proteïnes globulars solubles. Però, la digestibilitat pot ser fàcilment incrementada per la desnaturalització de la proteïna, per exemple, per un tractament tèrmic previ. La unió a certs metalls, lípids, àcids nucleics, cel·lulosa o altres polisacàrids, pot veure limitada parcialment la seva digestibilitat. També ho pot provocar factors antinutricionals com els inhibidors de tripsina o quimotripsinogen.
A més, les diferències biològiques entre individus poden afectar la digestió de proteïnes, així com a l'absorció d'aminoàcids. L'edat és una d'aquestes diferències, puix que en els primers mesos de vida no es troben presents tots els enzims necessaris per a la correcta degradació de les proteïnes. En els adults i més accentuat en ancians es deixen de produir altres enzims i la digestió d'aquests nutrients es torna cada vegada més difícil. Altres individus poden presentar defectes genètics com deficiència d'enterocinasa o tripsinogen, deficiència de prolina dipeptidasa, síndrome de Hartnup (defecte en transport d'aminoàcids neutres), els quals impedeixen que es produeixin enzims per degradar certes proteïnes, o que la seva degradació es dugui a terme ineficaçment.

## Indicadors de qualitat

### Valor biològic
La qualitat d'una proteïna s'estima a partir de diversos indicadors, del qual es destaca el valor biològic (BV, segles en anglès), el qual depèn fonamentalment de la seva composició en aminoàcids essencials. És definit com la proporció en la qual es troba l'aminoàcid essencial limitant respecte al patró de referència, una proteïna teòrica definida per l'Organització de les Nacions Unides per a l'Agricultura i l'Alimentació (FAO, sigles en anglès). Aquesta proteïna, amb un valor biològic del 90%-100%, té la composició adequada per satisfer les necessitats proteiques, la FAO proposa la proteïna de l'ou o la llet, donat que són les que millor s'adapten a les proteïnes de l'organisme humà. El problema fonamental per seleccionar un patró de referència recau en el fet que el valor biològic d'una proteïna no és constant sinó que depèn d'una sèrie de variables entre les quals es troba l'espècie, edat, estat fisiològic, etc. L'altre gran limitació d'aquest paràmetre és que no té en compte la facilitat amb què la proteïna pot ser digerida, ja que s'estima el potencial màxim de qualitat proteica però no la qualitat amb relació a les necessitats de l'organisme.
El càlcul del valor biològic té en compte la proporció de nitrogen absorbit i que és retingut per l'organisme per ser utilitzat com a element de creixement o manteniment.
{\displaystyle VB={\frac {Nitrogenretingut(NR)}{Nitrogenabsorbit(NA)}}100}
A la Taula 3 es relaciona el valor biològic de diferents aliments en comparació amb la proteïna de referència, l'ou, mostra la qualitat de la proteïna cada 100 g de l'aliment en percentatge.
| Aliments       | Cantitat (g/ 100g) | Qualitat (VB%) |
| -------------- | ------------------ | -------------- |
| Ous de gallina | 12.1               | 95-100         |
| Llet de vaca   | 3.1                | 75             |
| Peix (mitjana) | 18.5               | 75             |
| Carn (mitjana) | 20.5               | 75             |
| Patates        | 1.4                | 75             |
| Soja           | 35.9               | 60             |
| Arrós          | 7.3                | 60             |
| Pa blanc       | 8.3                | 50             |

### PDCAAS
La Puntuació Corregida d'Aminoàcids de Digestibilitat de Proteïnes (PDCAAS, sigles en anglès) és una puntuació química recomanada en el Comitè FAO/OMS en el 1993. Deriva de la relació entre el primer aminoàcid limitant en una proteïna i l'aminoàcid corresponent en un patró d'aminoàcids de referència i és corregeix per a la digestibilitat del nitrogen. Tot i ser un mètode ràpid i útil, el PDCAAS, així com el valor biològic presenta una sèrie de limitacions que impedeixen que siguin mètodes completament fiables. Una limitació que presenta són els patrons de referència, es basen en els mínims requisits d'aminoàcids pel creixement i manteniment dels teixits, però no reflecteixen necessàriament la ingesta òptima. El mètode PDCAAS sobreestima la qualitat proteica dels productes que contenen factors antinutricionals; no té en compte la biodisponibilitat dels aminoàcids i sobreestima la qualitat de les proteïnes de difícil digestió suplementades amb aminoàcids limitants, i de les proteïnes limitants en més d'un aminoàcid.
El càlcul del PDCAAS consisteix en la multiplicació de la puntuació de l'aminoàcid (AAS, sigles en anglès) i la digestibilitat proteica (TD, sigles en anglès) amb la intenció d'avaluar en quina mesura la proteïna de la dieta pot cobrir les demanes d'AA i permetre la predicció de la utilització de la proteïna dietètica.
{\displaystyle PDCAAS(\%)=AAS\cdot TD}

### DIAAS
Com la digestibilitat d'una proteïna no sempre reflecteix la digestibilitat dels aminoàcids individuals essencials, s'ha d'utilitzar una puntuació basada en la digestibilitat individual dels aminoàcids indispensables a la dieta (DIAAS, sigles en anglès).
El DIAAS va ser proposat el 2013 per la comissió experta de la FAO i recomana ser el nou mètode per calcular la qualitat proteica, atès que corregeix les limitacions de PDCAAS. La diferència fonamental entre els dos indicadors de qualitat és que pels DIAAS s'utilitza la digestibilitat ileal vertadera dels aminoàcids essencials, en comptes del contingut de nitrogen global de la femta que ofereix el PDCAAS.
El mètode DIAAS s'ha utilitzat amb finalitats per satisfer les necessitats de proteïna de qualitat en el cas de dietes mixtes, donat que els humans consumeixen proteïnes de dietes variades; per documentar els beneficis addicionals de fonts individuals de proteïnes de puntuacions altes en complementar altres proteïnes de menor valor nutricional; per fins reglamentaris, per classificar i supervisar l'adequació de les proteïnes d'aliments i productes venuts als consumidors.
El contingut de cada aminoàcid essencial digerible es calcula amb el producte entre el contingut d'aminoàcid a la proteïna d'estudi i el coeficient de digestibilitat vertadera de l'aminoàcid determinat al final de l'íleum. Preferentment, s'obté la dada en humans, però també s'empren porcs o rates en creixement. Els continguts d'aminoàcids essencials de la proteïna de referència de la FAO varien en funció de l'edat.
| Grup d'edat         | His | Ile | Leu | Lys | Met + Cys | Phe + Tyr | Thr | Trp | Val |
| ------------------- | --- | --- | --- | --- | --------- | --------- | --- | --- | --- |
| De 0 a 6 mesos      | 21  | 55  | 96  | 69  | 33        | 94        | 44  | 17  | 55  |
| De 6 mesos a 3 anys | 20  | 32  | 66  | 57  | 27        | 52        | 31  | 8,5 | 43  |
| Més de 3 anys       | 16  | 30  | 61  | 48  | 23        | 41        | 25  | 6,6 | 40  |

{\displaystyle DIAAS(\%)=100\cdot \ [(}mg de l'aminoàcid de la dieta indispensable digestible en 1 g de la proteïna en estudi) {\displaystyle /} (mg del mateix aminoàcid en 1 g de la proteïna de referència){\displaystyle ]}

## Classificació de les proteïnes segons la qualitat
Les diverses proteïnes dels aliments són de diferents qualitats depenent de l'adequadament que proporcionin els aminoàcids necessaris per substituir les proteïnes orgàniques.
Previsiblement les proteïnes d'origen animal són de major qualitat, donat que comparteixen amb l'humà, generalment, les quantitats necessàries de cadascun dels aminoàcids essencials i, per tant, en concentracions suficients per cobrir els requeriments de l'ésser humà. Per contra els aliments d'origen vegetal tendeixen a ser de menor qualitat, ja que poden mancar d'un o diversos aminoàcids essencials. La qualitat individual de les proteïnes, però, és relativament poc important en les dietes mixtes. Proteïnes diferents amb aminoàcids d'inferior qualitat poden compensar mútuament les seves deficiències donant lloc a un patró equilibrat d'aminoàcids que s'utilitza eficientment.

### Major qualitat
Es troben pràcticament tots els aliments d'origen animal, les principals fonts de proteïna són els làctics i els seus derivats, les carns, peix, crustacis, marisc i ous. La carn, per exemple conté cada 100 g, 20 g de proteïnes d'un valor biològic del 75% (vegeu Taula 3). Són anomenades també proteïnes biològicament completes, ja que contenen tots els aminoàcids essencials en quantitats suficients per satisfer les necessitats de l'humà.
Dins els aliments d'origen vegetal, es poden considerar de major qualitat les proteïnes procedents de fruits secs i la soja, la qual pot arribar fins als 30 g de proteïna cada 100 g però amb un valor biològic del 60% (vegeu Taula 3). Donat a l'alta demanada de proteïnes a escala mundial s'ha buscat mètodes per augmentar la producció d'aliments d'alt valor proteic. La selecció genètica vegetal i la millora de certes pràctiques agrícoles han permès obtenir varietats de cereals i llegums amb major contingut proteic.

### Menor qualitat
Les proteïnes de menor qualitat proteica acostumen a ser les procedents de vegetals, hortalisses i fruites, aporten quantitats molt petites o quasi negligibles. Són anomenades proteïnes biològicament incompletes, ja que tenen una deficiència d'un o diversos aminoàcids essencials.